# Strecke (Bergbau)

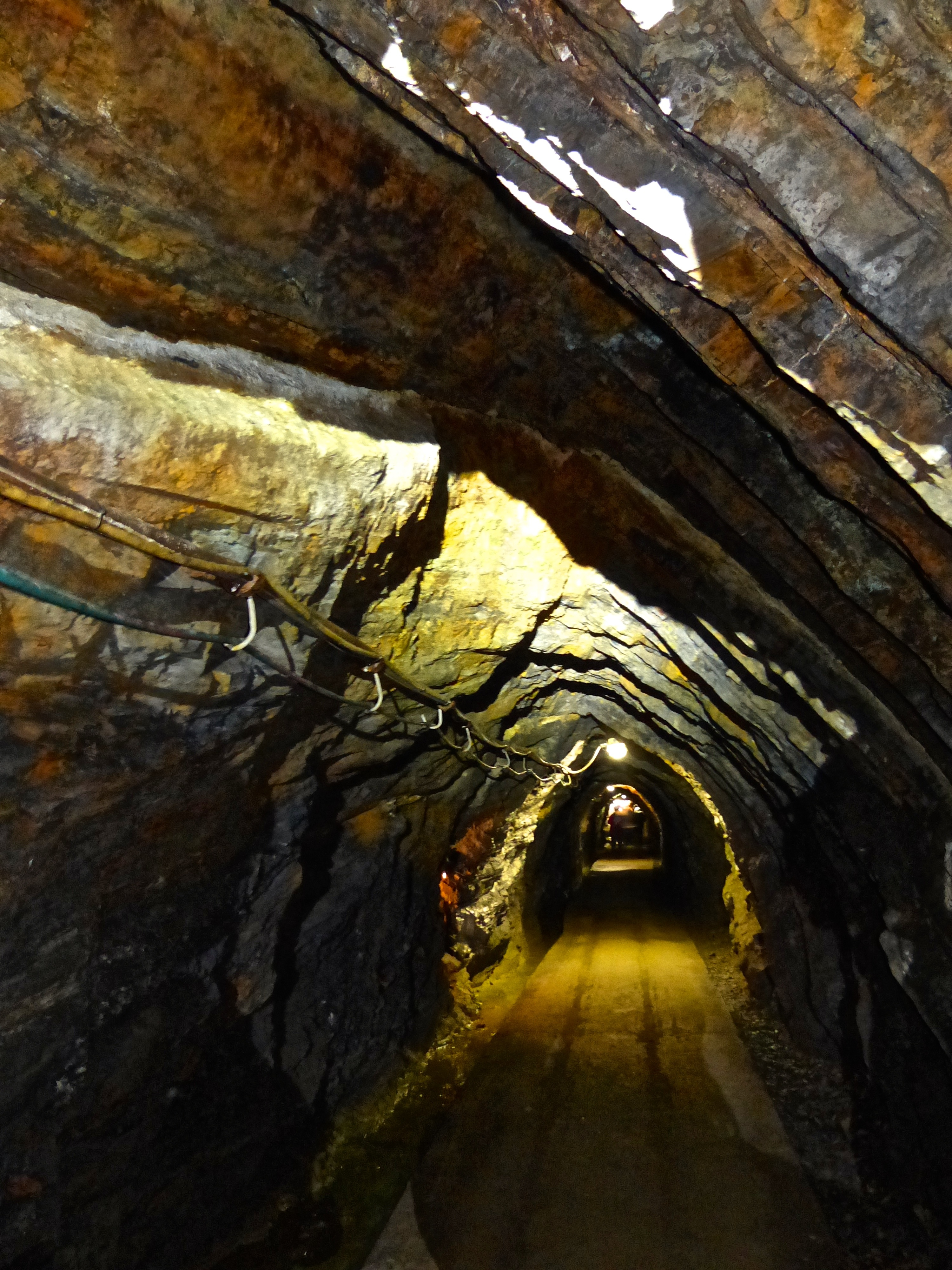
Förderstrecke (Kilianstollen) der Kupfererzgrube Oskar in Marsberg

Eine Strecke ist ein Grubenbau, der annähernd söhlig oder mit geringer Neigung verläuft und einen regelmäßigen, ziemlich gleichbleibenden Querschnitt besitzt. Im Gegensatz zum Stollen verfügen Strecken über keine eigene Tagesöffnung, sondern münden in einen Schacht oder gehen von einem anderen Grubenbau aus. Strecken werden entweder in der Lagerstätte selbst oder im Nebengestein angelegt. Die Gesamtheit aller auf einer Hauptsohle ausgerichteten Strecken wird Hauptstreckennetz genannt.

## Richtung
Strecken können nach dem Verlauf in Bezug zur Lagerstätte unterschieden werden. Grundsätzlich unterscheidet man streichende, schwebende, diagonale und querschlägige Strecken. Streichende Strecken folgen dem Streichen und schwebende Strecken folgen dem Fallen aufwärts. Die Fortsetzung einer streichenden Strecke wird als Auslenken oder Auslängen bezeichnet. Zwischen dem Fallen und dem Streichen aufgefahrene Strecken werden als diagonale Strecken oder Diagonale bezeichnet. Querschlägige Strecken, auch Querschläge genannt, verlaufen in einem Winkel (meist 90°) zum Streichen der Lagerstätte. Richtstrecken verlaufen annähernd rechtwinklig zum Hauptquerschlag und parallel zum Streichen der Lagerstätte; sie dienen der Ausrichtung der Lagerstätte. Eine Strecke, die im Liegenden der Lagerstätte verläuft, wird Liegendstrecke, eine Strecke die im Hangenden verläuft, wird Hangendstrecke genannt.

## Zweck
Strecken dienen der Wetterführung, der Fahrung, der Förderung und dem Transport. Nach dem Verwendungszweck unterscheidet man Förderstrecken, Grundstrecken, Abbaustrecken, Wetterstrecken, Wasser- oder Sumpfstrecken und Firstenstrecken. Förderstrecken dienen hauptsächlich der Förderung, bei der Seilförderung nennt man sie Seilförderstrecken. Als Grundstrecke wird die tiefste streichende Strecke bezeichnet. Diese Strecke wird bei künstlicher Wasserhaltung zum Zweck des Aufschlusses eines Feldes aufgefahren. Abbaustrecken sind Strecken, die zum Zweck des Abbaus der Lagerstätte aufgefahren und verwendet werden. Wetterstrecken werden für die Abführung der ausziehenden Wetter verwendet. Sumpfstrecken werden als Sammelstrecke für das anfallende Grubenwasser verwendet. Firstenstrecken sind Strecken, die beim Firstenbau als zweite Strecke über der Grundstrecke aufgefahren werden. Strecken mit besonderer Wichtigkeit werden mit dem Zusatz „Haupt“ gekennzeichnet, so gibt es Hauptförderstrecken und Hauptwetterstrecken. Bei einigen Lagerstätten, insbesondere bei flacher Lagerung, ist es erforderlich, zwischen den Hauptsohlen Teilsohlen auszurichten, die Strecken auf diesen Teilsohlen werden als Teilsohlenstrecken bezeichnet. Sie dienen dazu, die Lagerstätte in zweckmäßige Bauabschnitte zu zerteilen und dadurch eine größere Anzahl von Angriffspunkten für den Abbau zu ermöglichen. Um einen Feldesteil zu untersuchen, werden zunächst einzelne Strecken in den Feldesteil getrieben, diese Strecken werden Untersuchungsstrecken genannt.

## Ausnahmen

### Geneigte Strecken
Strecken, die im Einfallen der Lagerstätte aufgefahren werden, um zwei Sohlen miteinander zu verbinden, nennt man je nach Auffahrungsrichtung Über- oder Aufhauen (bei flacher Lagerung) bzw. Abhauen. Aufhauen werden schwebend – von unten nach oben – aufgefahren, Abhauen fallend. Stärker geneigte Strecken (mehr als 17 %) werden als Berge bezeichnet. Überschreitet das Einfallen 50 Gon, so spricht man von Überhauen oder Gesenken. Strecken, durch die die Lagerstätte in vertikale Abschnitte eingeteilt wird, bezeichnet man als Sohlenstrecke oder Gezeugsstrecke.

#### Bezeichnung und Verwendungszweck
Geneigte Strecken werden im Bergbau entsprechend ihrem Verwendungszweck benannt.
- Geneigte Strecken, die nur der reinen Wetterführung dienen, heißen Wetterberge.
- Geneigte Strecken mit einer Steigung von 50 gon bis 84 gon werden Schrägschacht oder tonnlägiger Schacht genannt.
- Geneigte Strecken, die mittels Gleislosfahrzeugen (z. B. LKW) befahren werden können, werden Rampe genannt.
- Geneigte Strecken, die spiralförmig aufgefahren und für gleislose Förderung eingerichtet sind, werden Wendelstrecke genannt.
- Geneigte Strecken, die nur zur Produktförderung dienen und mit einer Bandanlage ausgerüstet sind, werden Bandberge genannt.
- Geneigte Strecken, in denen der Transport mit Hilfe eines sogenannten Bremshaspels durchgeführt wird, werden Bremsberg genannt.

### Tagesstrecken
Tagesstrecken, auch Tagestrecken genannt, sind Strecken, die von über Tage ins Grubengebäude aufgefahren werden. Diese Strecken wurden oftmals in den Quertälern eines Gebirges angesetzt. Der Unterschied zum Stollen ist nur gering und liegt hauptsächlich in der Auffahrungsrichtung. Im Gegensatz zum Stollen kann eine Tagesstrecke mit Steigung in Richtung über Tage gefahren werden, so dass das Wasser ins Grubengebäude abläuft. Tagesstrecken werden für die Förderung und die Fahrung genutzt.

## Historische und regionale Bezeichnungen
Strecken, die aus einem Stollen herausgetrieben wurden, bezeichnete man als Stollenstrecken. Grundstrecken, d. h. Strecken, die im Niveau der Sohle verlaufen, wurden im Erzbergbau früher auch als Feld- oder Gezeugstrecken bzw. Läufe bezeichnet. Je nach Bergbaurevier sind diese Bezeichnungen auch heute noch üblich.
Eine Strecke im Abbau, die der Gewinnung des Minerals dient, wird Ort genannt.